# Antoni Poznański
Antoni Poznański (ur. 10 maja 1892 w Berszadzie, zm. 3 czerwca 1921 we Lwowie) – piłkarz, kapitan pilot Wojska Polskiego, kawaler Orderu Virtuti Militari. Uznany za najlepszego polskiego piłkarza do czasów odzyskania niepodległości, inicjator założenia legionowej drużyny piłkarskiej.

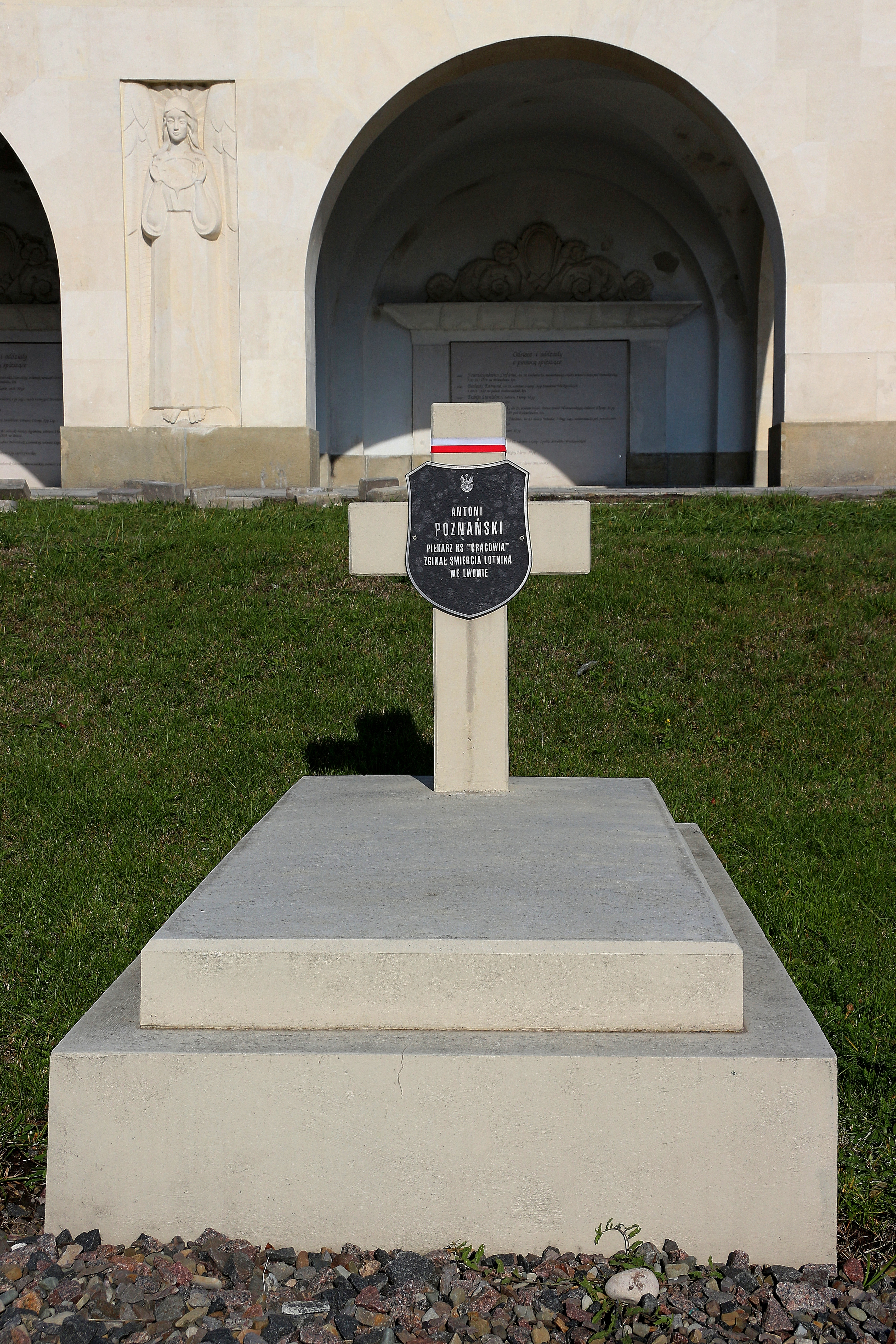
Nagrobek Antoniego Poznańskiego

## Życiorys
Syn Władysława i Marii z Jabłońskich. Uczył się w V Państwowym Gimnazjum im. Jana Kochanowskiego w Krakowie, od 1906 roku grał w piłkę nożną w Towarzystwie Sportowym Wisła Kraków. W 1908 roku grał w pierwszym składzie Wisły Kraków, a w 1910 roku przeszedł do KS Cracovia. Szybko wyróżnił się jako doskonały piłkarz, w 1911 roku Austriacki Związek Piłkarski zakwalifikował go jako gracza reprezentacyjnego. Rozpoczął studia w Mittweida oraz grał w tamtejszym klubie Mittweidaer BC. Przerwał naukę i powrócił do Krakowa. Do 1914 roku rozegrał w Cracovii 136 meczów i strzelił 96 bramek.
Po wybuchu I wojny światowej 5 sierpnia 1914 roku wstąpił do Legionów Polskich, służył w oddziale automobilowym komendy Legionów. W 1915 roku zainicjował założenie drużyny piłkarskiej przy Komendzie Legionów, którą kilka miesięcy później nazwano oficjalnie „Legią”. W 1916 roku został przeniesiony do 3. pułku piechoty. Następnie został skierowany na kurs pilotażu do szkoły lotniczej w Wiener Neustadt, po jej ukończeniu przez trzy miesiące służył w jednostce frontowej.
Po trzymiesięcznym pobycie na froncie powrócił do Legionów, gdzie służył do momentu ich likwidacji. W listopadzie 1918 roku zgłosił się do służby w odrodzonym Wojsku Polskim i został przydzielony do lotnictwa. Trafił do Szkoły Pilotów w Krakowie, gdzie służył jako instruktor. 18 marca 1919, jako podoficer byłych Legionów Polskich został mianowany z dniem 1 marca 1919 na stopień podporucznika piechoty. 25 września tego roku został mianowany z dniem 1 maja 1919 pilotem z prawem noszenia odznaki pilota na czas służby w wojskach lotniczych. Następnie przeszedł do świeżo sformowanej 9. eskadry wywiadowczej i od kwietnia 1919 roku walczył w jej składzie podczas wojny polsko-bolszewickiej. Podczas lotów bojowych wyróżnił się odwagą, za co otrzymał pochwały w rozkazach. Od 1 czerwca do 1 września 1920 roku służył w Krakowskiej Szkole Pilotów jako instruktor. Następnie, na własną prośbę, został przydzielony do 7. eskadry myśliwskiej i w jej składzie walczył do zakończenia działań wojennych.
31 maja 1921 roku lądował w gęstej mgle na lotnisku we Lwowie. Rozbił samolot i odniósł ciężkie obrażenia, na skutek których zmarł 3 czerwca 1921 roku w lwowskim szpitalu. Został pochowany na Cmentarzu Obrońców Lwowa.
W Krakowie został uczczony w 1921 roku poprzez zorganizowanie miniturnieju piłkarskiego. Dochód z meczów został przeznaczony na wsparcie jego rodziny.

## Ordery i odznaczenia[16]
- Krzyż Srebrny Orderu Wojskowego Virtuti Militari
- Krzyż Walecznych
- Polowa Odznaka Pilota (pośmiertnie, 12 grudnia 1929)[17]